# FC Twente in het seizoen 2009/10 (mannen)
Het seizoen 2009/2010 was het 45e jaar in het bestaan van de Enschedese voetbalclub FC Twente. De Tukkers kwamen uit in de Nederlandse Eredivisie, waarin ze het landskampioenschap behaalden, namen deel aan het toernooi om de KNVB beker, waarin zij in de halve finales door Feyenoord werden uitgeschakeld en speelden voor de tweede keer op rij in de voorronde van de Champions League. Na een dubbele confrontatie tegen Sporting Lissabon werd er verder gespeeld in de Europa League, waarin Werder Bremen in de 2e ronde uiteindelijk te sterk bleek.

## Selectie en technische staf
Steve McClaren kon in zijn selectie beschikken over een drietal doelmannen. De ervaren Sander Boschker, het talent Nikolaj Michajlov en derde doelman Cees Paauwe. In de verdediging bestond het centrum uit Peter Wisgerhof en Douglas. Slobodan Rajković moest genoegen nemen met een plaats op de bank. Voor rechtsachter had de oefenmeester de keus uit Ronnie Stam en Dwight Tiendalli, al kon de laatste ook op de linksback positie worden ingezet. Daar had hij tevens keus uit Nicky Kuiper en David Carney.
Het middenveld bestond uit Wout Brama, Theo Janssen en Kenneth Pérez, waar Cheik Tioté, Dario Vujičević, Andrej Rendla en Nashat Akram de reserves waren. In de spits stond aanvoerder Blaise Nkufo, met als back-up de 18-jarige Luuk de Jong en de Braziliaan Wellington. Op de vleugels was er de keus uit Bryan Ruiz, Miroslav Stoch, Bernard Parker en Vagif Javadov.
| Nr. |                       | Naam              | Positie      | Leeft. | Seiz. |
| --- | --------------------- | ----------------- | ------------ | ------ | ----- |
| 1   | Vlag van Nederland    | Sander Boschker   | Doelman      | 38     | 20e   |
| 2   | Vlag van Australië    | David Carney      | Verdediger   | 25     | 1e    |
| 3   | Vlag van Nederland    | Nicky Kuiper      | Verdediger   | 20     | 1e    |
| 4   | Vlag van Nederland    | Peter Wisgerhof   | Verdediger   | 29     | 2e    |
| 5   | Vlag van Servië       | Slobodan Rajković | Verdediger   | 20     | 2e    |
| 6   | Vlag van Nederland    | Wout Brama        | Middenvelder | 22     | 5e    |
| 7   | Vlag van Azerbeidzjan | Vagif Javadov     | Aanvaller    | 20     | 1e    |
| 8   | Vlag van Nederland    | Ron Stam          | Verdediger   | 25     | 2e    |
| 9   | Vlag van Zwitserland  | Blaise Nkufo      | Aanvaller    | 34     | 7e    |
| 10  | Vlag van Denemarken   | Kenneth Pérez     | Middenvelder | 34     | 2e    |
| 13  | Vlag van Bulgarije    | Nikolaj Michajlov | Doelman      | 21     | 3e    |
| 14  | Vlag van Zuid-Afrika  | Bernard Parker    | Aanvaller    | 23     | 1e    |
| 15  | Vlag van Slowakije    | Miroslav Stoch    | Aanvaller    | 19     | 1e    |
| 16  | Vlag van Nederland    | Cees Paauwe       | Doelman      | 31     | 12e   |
| 17  | Vlag van Brazilië     | Wellington        | Aanvaller    | 21     | 1e    |
| 18  | Vlag van Ivoorkust    | Cheik Tioté       | Middenvelder | 23     | 2e    |
| 19  | Vlag van Brazilië     | Douglas           | Verdediger   | 21     | 3e    |
| 20  | Vlag van Nederland    | Luuk de Jong      | Aanvaller    | 18     | 1e    |
| 22  | Vlag van Costa Rica   | Bryan Ruiz        | Aanvaller    | 23     | 1e    |
| 23  | Vlag van Irak         | Nashat Akram      | Middenvelder | 24     | 1e    |
| 24  | Vlag van Nederland    | Theo Janssen      | Middenvelder | 28     | 2e    |
| 25  | Vlag van Slowakije    | Andrej Rendla     | Middenvelder | 18     | 3e    |
| 26  | Vlag van Nederland    | Dwight Tiendalli  | Verdediger   | 23     | 1e    |
| 27  | Vlag van Kroatië      | Dario Vujičević   | Middenvelder | 19     | 2e    |

|                    | Naam                   | Functie                            |
| ------------------ | ---------------------- | ---------------------------------- |
| Vlag van Engeland  | Steve McClaren         | Hoofdtrainer / Technisch directeur |
| Vlag van Nederland | Alfred Schreuder       | Assistent trainer                  |
| Vlag van Nederland | Kees van Wonderen      | Assistent trainer                  |
| Vlag van Nederland | Cees Lok               | Technisch Manager                  |
| Vlag van Nederland | Toon Renes             | Elftalbegeleider                   |
| Vlag van Brazilië  | Allesandro Schoenmaker | Fysiektrainer                      |
| Vlag van Nederland | Theo Snelders          | Keeperstrainer                     |
| Vlag van Nederland | Boudewijn Pahlplatz    | Techniektrainer                    |
| Vlag van Syrië     | Jacob Malki            | Materiaalverzorger                 |
| Vlag van Nederland | Gekie Meins            | Hoofd medische staf                |
| Vlag van Nederland | Rob Ouderland          | Manager medische zaken             |
| Vlag van Nederland | Arnold Newby           | Sportverzorger                     |
| Vlag van Nederland | Ralph Speerstra        | Fysiotherapeut                     |
| Vlag van Nederland | Marcel Richter         | Fysiotherapeut                     |

| Boschker Stam Wisgerhof Douglas Tiendalli Brama Pérez Janssen Ruiz Nkufo Stoch |
| Meest gebruikelijke formatie.                                                  |

## Transfers

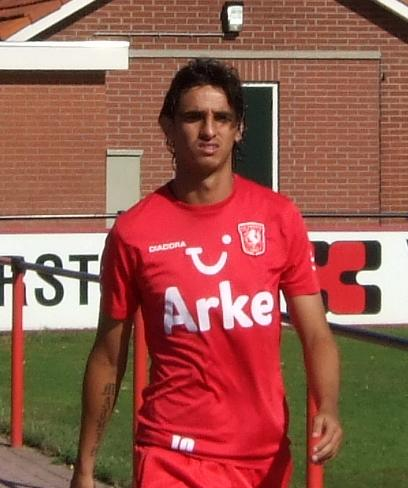
Bryan Ruiz werd voor een recordbedrag gehaald.

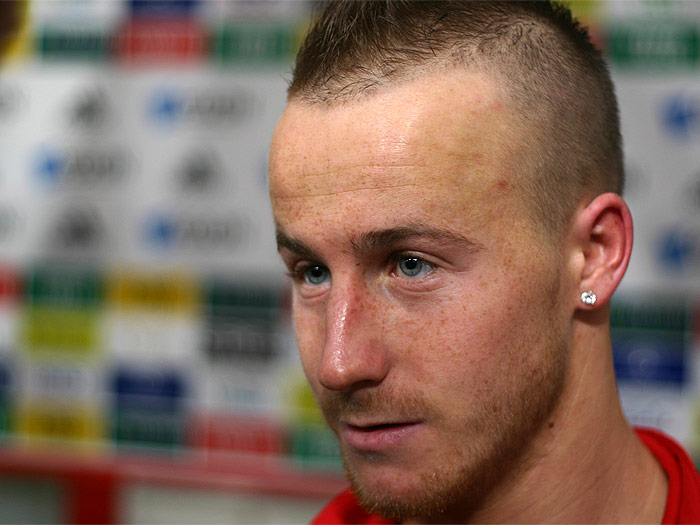
Miroslav Stoch werd gehuurd van Chelsea.

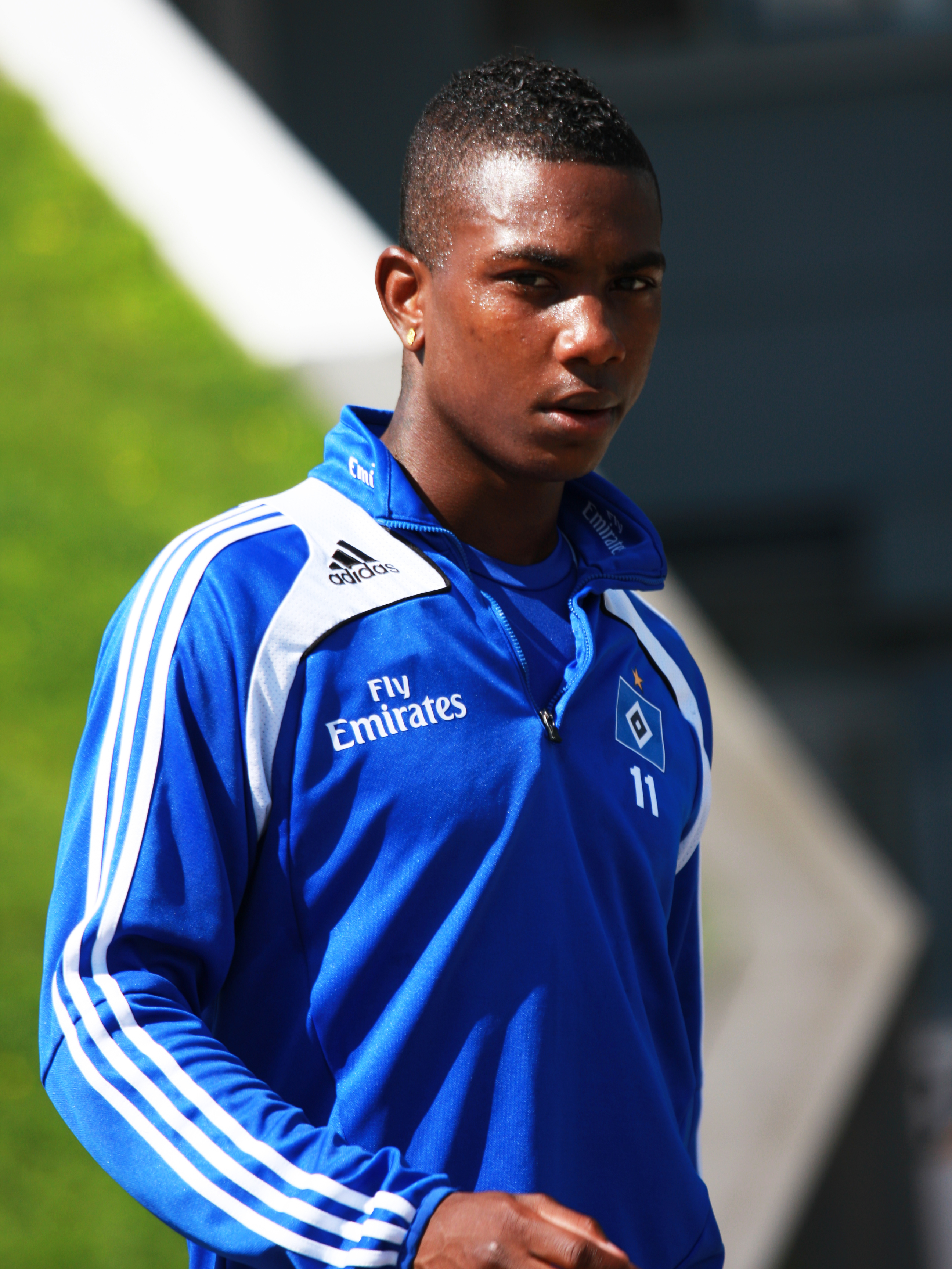
Eljero Elia werd verkocht aan HSV.

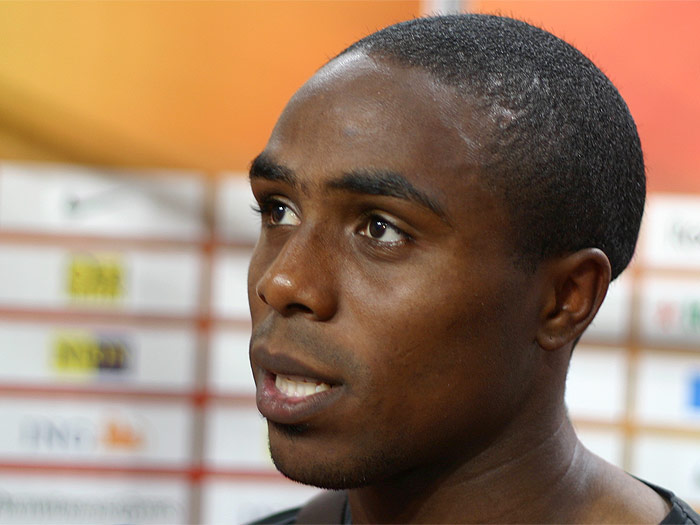
Edson Braafheid vertrok naar Bayern München.

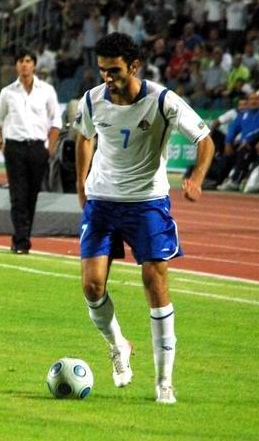
Vagif Javadov kwam in de winter over van Qarabağ.

Hoewel door de technische leiding na de verloren bekerfinale in het seizoen 2008/09 de wens werd uitgesproken de spelersgroep zo veel mogelijk intact te houden, werd al snel duidelijk dat een aantal bepalende spelers de club gingen verlaten. Nederlands international Edson Braafheid tekende op 9 juni 2009 een contract bij Bayern München in Duitsland. Eljero Elia en Marko Arnautović werden in verband gebracht met verschillende internationale topclubs. Voor Elia was de interesse van Ajax en Hamburger SV het meest concreet. De speler bereikte op 4 juli 2009 een akkoord met HSV, waar hij een vijfjarig contract tekende.
Voor Arnautović waren Chelsea en Internazionale in de markt. Een stressfractuur in een middenvoetsbeentje, opgelopen in de slotfase van het seizoen 2008/09, zorgde voor een complicerende factor. Chelsea haakte af en Twente gaf Arnautović toestemming bij Internazionale te revalideren van zijn blessure. Uiteindelijk werd er voor een huurconstructie gekozen, waarbij Inter Arnautović moet overnemen indien hij een bepaald aantal wedstrijden in actie zal komen.
Andere spelers die vertrokken waren Ramon Zomer en Niels Wellenberg. Zomer speelde in seizoen 2008/09 reeds op huurbasis voor NEC en werd aan deze club verkocht en Wellenberg volgde Zomer. Patrick Gerritsen en Tjaronn Chery, die beiden weinig kans maakten op speelminuten in het eerste van FC Twente, werden verhuurd aan respectievelijk Go Ahead Eagles en RBC Roosendaal. Kort voor het sluiten van de transferperiode werd middenvelder Youssouf Hersi verkocht aan AEK Athene, vertrok Bjarni Viðarsson naar Roeselare en werd Romano Denneboom verhuurd aan Sparta Rotterdam.
In april 2009 werd de eerste aankoop van het nieuwe seizoen bekend: Luuk de Jong van De Graafschap tekende een contract voor drie seizoenen. In juni volgden verdediger Nicky Kuiper van Vitesse en de middenvelder en Iraakse recordinternational Nashat Akram van Al-Gharrafa. Op 14 juli 2009 werden de Zuid-Afrikaan Bernard Parker en de Costa Ricaan Bryan Ruiz gepresenteerd als opvolgers voor Elia en Arnautović. Op dezelfde dag werd bekend dat Twente de talenten Miroslav Stoch en Ransford Osei voor een jaar zou huren van respectievelijk Chelsea en Maccabi Haifa. Parker miste de seizoenstart van Twente, omdat hij niet vrijgegeven werd door de Servische voetbalbond. Na tussenkomst van de FIFA werd dit half augustus alsnog geregeld.
Eind augustus werd verdediger David Carney van Sheffield United aangetrokken en kwam de aanvaller Wellington op huurbasis over van Hoffenheim. De transfervrije verdediger Dwight Tiendalli werd half september aan de selectie toegevoegd.
Uit de eigen jeugd werd Dario Vujičević overgeheveld naar de hoofdselectie.

### Aangetrokken
| Nr. | Nat. | Naam              | Leeft. | Van               | Type         | Periode       | Contract tot | Transfersom  |
| --- | ---- | ----------------- | ------ | ----------------- | ------------ | ------------- | ------------ | ------------ |
| 20  | NL   | Luuk de Jong      | 18     | De Graafschap     | Transfer     | Zomer         | medio 2012   | € 850.000    |
| 23  | IQ   | Nashat Akram      | 24     | Al-Gharrafa       | Transfervrij | Zomer         | medio 2012   | n.v.t.       |
| 3   | NL   | Nicky Kuiper      | 20     | Vitesse           | Transfer     | Zomer         | medio 2014   | € 750.000    |
| 5   | RS   | Slobodan Rajković | 20     | Chelsea FC        | Gehuurd      | Zomer         | medio 2010   | n.v.t.       |
| 22  | CR   | Bryan Ruiz        | 23     | AA Gent           | Transfer     | Zomer         | medio 2013   | € 5.000.000  |
| 14  | ZA   | Bernard Parker    | 23     | Thanda Royal Zulu | Transfer     | Zomer         | medio 2013   | € 1.000.000+ |
| 28  | GH   | Ransford Osei     | 18     | Maccabi Haifa     | Gehuurd      | Zomer         | medio 2010   | n.v.t.       |
| 15  | SK   | Miroslav Stoch    | 19     | Chelsea FC        | Gehuurd      | Zomer         | medio 2010   | n.v.t.       |
| 2   | AU   | David Carney      | 25     | Sheffield United  | Transfer     | Zomer         | medio 2011   | onbekend     |
| 17  | BR   | Wellington        | 21     | Hoffenheim        | Gehuurd      | Zomer         | medio 2010   | n.v.t.       |
| 26  | NL   | Dwight Tiendalli  | 26     | Feyenoord         | Transfervrij | 1e seiz.helft | medio 2010   | n.v.t.       |
| 7   | AZ   | Vagif Javadov     | 20     | FK Qarabağ        | Transfer     | Winter        | medio 2013   | onbekend     |

### Vertrokken
| Nr. | Nat. | Naam              | Leeft. | Naar             | Type     | Periode | Transfersom | Wed. | Dlpt. |
| --- | ---- | ----------------- | ------ | ---------------- | -------- | ------- | ----------- | ---- | ----- |
| —   | NL   | Ramon Zomer       | 24     | N.E.C.           | Transfer | Zomer   | onbekend    | 149  | 10    |
| —   | NL   | Wout Droste       | 19     | Go Ahead Eagles  | Verhuurd | Zomer   | n.v.t.      | 0    | 0     |
| —   | NL   | Jules Reimerink   | 19     | Go Ahead Eagles  | Verhuurd | Zomer   | n.v.t.      | 0    | 0     |
| 3   | NL   | Edson Braafheid   | 26     | Bayern München   | Transfer | Zomer   | € 2.000.000 | 99   | 2     |
| 23  | NL   | Patrick Gerritsen | 22     | Go Ahead Eagles  | Verhuurd | Zomer   | n.v.t.      | 0    | 0     |
| 15  | NL   | Eljero Elia       | 22     | Hamburger SV     | Transfer | Zomer   | € 9.000.000 | 83   | 16    |
| 22  | NL   | Niels Wellenberg  | 26     | N.E.C.           | Transfer | Zomer   | onbekend    | 110  | 0     |
| 30  | NL   | Tjaronn Chery     | 21     | RBC Roosendaal   | Verhuurd | Zomer   | n.v.t.      | 1    | 0     |
| 21  | AT   | Marko Arnautović  | 20     | Internazionale   | Verhuurd | Zomer   | n.v.t.      | 59   | 14    |
| —   | NL   | Halil Çolak       | 21     | Go Ahead Eagles  | Transfer | Zomer   | onbekend    | 0    | 0     |
| 17  | NL   | Youssouf Hersi    | 27     | AEK Athene       | Transfer | Zomer   | onbekend    | 61   | 12    |
| 26  | IS   | Bjarni Viðarsson  | 21     | KSV Roeselare    | Transfer | Zomer   | onbekend    | 0    | 0     |
| 7   | NL   | Romano Denneboom  | 28     | Sparta Rotterdam | Verhuurd | Zomer   | n.v.t.      | 76   | 15    |
| 11  | AU   | Nikita Rukavytsya | 22     | KSV Roeselare    | Verhuurd | Winter  | n.v.t.      | 9    | 2     |
| 12  | NL   | Jeroen Heubach    | 35     | N.E.C.           | Verhuurd | Winter  | n.v.t.      | 331  | 9     |

## Het seizoen

### Voorbereiding
Voor FC Twente startte de voorbereiding op donderdag 18 juni 2009 met een training in De Grolsch Veste. Een aantal spelers die in de weken daarvoor internationaal actief waren geweest, waren hier nog niet bij. Zij hoefden zich pas op 5 juli te melden. Na de eerste oefenwedstrijd op 20 juni werd een trainingskamp van een week belegd in De Lutte. In deze week werd getraind op de velden van amateurvereniging FC Berghuizen in Oldenzaal.
In de oefenperiode had FC Twente een aantal spelers op proef. De Paraguayanen Jorge Ortega en Nelson Cuevas en de Zuid-Afrikaan Mabhudi Khenyeza kregen in de oefenwedstrijden speelminuten, maar werden uiteindelijk afgetest. De aanwinsten Nicky Kuiper, Luuk de Jong en Nashat Akram maakten hun debuut voor FC Twente, net als een aantal jeugdspelers dat de kans kreeg zich in deze periode in de kijker te spelen voor het eerste elftal.
FC Twente vertrok op 17 juli voor een kort trainingskamp in het Welshe Swansea en verbleef aansluitend nog enkele dagen in Portugal, voor wedstrijden tegen respectievelijk Swansea City en SC Braga. De op 15 juli gepresenteerde aankopen Bryan Ruiz en Bernard Parker waren omdat ze geen geldig visum voor Groot-Brittannië hadden niet aanwezig in Wales en sloten zich bij de groep aan tijdens het verblijf in Portugal. De nieuwe huurling Miroslav Stoch was wel aanwezig bij het trainingskamp, net als jeugdspelers Alexander Bannink en Sebastian Sumelka. Dario Vujičević, eveneens afkomstig uit de eigen jeugd, werd definitief aan de selectie toegevoegd. Youssouf Hersi maakte na overleg met de technische staf daags voor het trainingskamp bekend niet mee te reizen en op zoek te gaan naar een nieuwe club.
Op het laatste moment werd er nog een wedstrijd tegen FC Emmen toegevoegd aan het oefenprogramma. In deze wedstrijd, waarin voornamelijk reservespelers stonden opgesteld, maakte aankoop Parker zijn debuut en deed proefspeler Francois Yabre uit Ivoorkust in de tweede helft mee.

### Eerste seizoenshelft
In de eerste seizoenshelft werd door Blaise Nkufo het record van Jan Jeuring verbroken. De Zwitser heeft sindsdien de meeste competitietreffers op zijn naam in dienst van FC Twente. In de voorronde van de Champions League kreeg het elftal een teleurstelling te verwerken toen de ploeg ten koste van Sporting Lissabon in de allerlaatste minuut werd uitgeschakeld voor de volgende ronde. Via FK Qarabağ werd daarna de groepsfase van de Europa League behaald, waarin de ploeg tweede werd en zo Europees wist te overwinteren. In de competitie werd er vooral gewonnen. Na speelronde negen nam de ploeg de koppositie in handen, nadat het na speelronde drie al even bovenaan stond. Door geen enkel duel te verliezen en slechts twee gelijke spelen werd de ploeg in december voor het eerst in de historie winterkampioen. In het bekertoernooi werd voornamelijk met reservespelers gespeeld. SC Joure, vv Capelle en Helmond Sport werden verslagen en zo bereikte de ploeg de kwartfinales.

### Winterstop
Van 8 januari tot 13 januari 2010 verbleef FC Twente op een trainingskamp in het Spaanse La Manga. Beloftenspelers Michael Schimpelsberger, Nick Hengelman en Alexander Bannink maakten bij deze gelegenheid deel uit van de selectie. Tevens werd vanwege diverse blessures tijdens het trainingskamp jeugdkeeper Nick Marsman ingevlogen. Nikolaj Michajlov was geblesseerd en in Nederland achtergebleven, Ransford Osei en Cheik Tioté waren actief op de African Cup of Nations 2010 en Jeroen Heubach en Nikita Rukavytsya waren kort voor de aanvang van de reis verhuurd. Ook aankoop Vagif Javadov was nog niet van de partij.

### Tweede seizoenhelft
Twente hervatte de competitie met personele problemen op het middenveld. Zo was Janssen door de club geschorst, Akram geblesseerd en Tioté actief op de Africa Cup. Ook Ron Stam en David Carney waren vanwege blessures niet inzetbaar. Zo verloor Twente in januari punten in Utrecht en Groningen en verspeelde zo de koppositie. Sparta Rotterdam werd wel verslagen in het kader van het bekertoernooi, waarmee de ploeg zich voor de halve finale plaatste. In februari won Twente van Roda JC en Heracles Almelo, maar kreeg de eerste competitienederlaag te verwerken in de uitwedstrijd tegen Ajax. In het kader van de Europa League werd Werder Bremen thuis met 1-0 verslagen. In de uitwedstrijd kreeg de ploeg echter een zware nederlaag te verwerken, waardoor het afscheid moest nemen van het Europese toernooi. Ondertussen heroverde het elftal tegen RKC Waalwijk de koppositie in de Eredivisie. In de cruciale uitwedstrijd tegen PSV werd met 1-1 gelijk gespeeld. Een paar dagen later werd echter van Feyenoord in het bekertoernooi verloren, waardoor de ploeg alleen nog in de competitie actief was. Sindsdien werd er alleen nog in Alkmaar van AZ verloren, waardoor de ploeg in Breda op de laatste speeldag voor het eerst in de historie kampioen van Nederland werd.

## Wedstrijdstatistieken

### Oefenduels

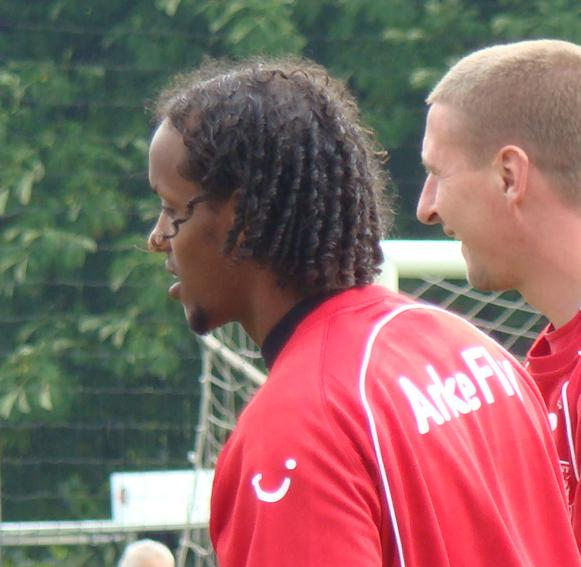
Youssouf Hersi is topscorer in de oefenduels.

| Datum + plaats                   | Wedstrijd                            | Uitslag        | Scoreverloop |
| -------------------------------- | ------------------------------------ | -------------- | --- |
| 20 juni 2009 Vroomshoop          | Selectie Twenterand - FC Twente      | 1 - 5 (0 - 3)  | 10' Vujičević 0-1, 27' Nkufo 0-2, 39' Rukavytsya 0-3, 58' Nahrwold 0-4, 77' Mooibroek 1-4, 82' Nahrwold 1-5                                                                                             |
| 24 juni 2009 Haaksbergen         | SV Bon Boys - FC Twente              | 0 - 9 (0 - 5)  | 1' Pérez 0-1, 5' Denneboom 0-2, 28' Pérez 0-3, 34' Janssen 0-4, 42' Nkufo 0-5, 49' Viðarsson 0-6, 54' Hersi 0-7, 77' Rukavytsya 0-8, 84' Chery 0-9                                                      |
| 25 juni 2009 Rijssen             | VV Rijssen Vooruit - FC Twente       | 0 - 12 (0 - 6) | 9' Nkufo 0-1, 20' Viðarsson 0-2, 28' Nkufo 0-3, 32' Nkufo 0-4, 34' Nkufo 0-5, 41' Denneboom 0-6, 53' Hersi 0-7, 57' Nahrwold 0-8, 69' Nahrwold 0-9, 75' Bannink 0-10, 83' Kastrati 0-11, 84' Hersi 0-12 |
| 27 juni 2009 Hengelo             | Hengelose Selectie - FC Twente       | 0 - 11 (0 - 4) | 2' Denneboom 0-1, 10' Pérez 0-2, 35' Rukavytsya 0-3, 40' Rukavytsya 0-4, 51' Hersi 0-5, 52' Denneboom 0-6, 56' Vujičević 0-7, 57' Hersi 0-8, 62' Hersi 0-9, 68' Kastrati 0-10, 72' Hersi 0-11           |
| 1 juli 2009 Beckum               | FC Twente - AA Gent                  | 0 - 2 (0 - 2)  | 19' Wils 0-1, 35' Leye 0-2 |
| 7 juli 2009 Meppen (Dld.)        | Schalke 04 - FC Twente               | 0 - 0 (0 - 0)  | |
| 11 juli 2009 Beerzerveld         | FC Zwolle - FC Twente                | 0 - 2 (0 - 1)  | 2' Douglas 0-1, 81' Hersi 0-2 |
| 14 juli 2009 Aalten              | Borussia Mönchengladbach - FC Twente | 0 - 2 (0 - 0)  | 62' Brouwers (ed) 0-1, 71' Rukavytsya 0-2 |
| 18 juli 2009 Swansea (GB)        | Swansea City - FC Twente             | 3 - 1 (0 - 0)  | 58' Pintado 1-0, 62' Rukavytsya 1-1, 77' Thomas 2-1, 90' Pintado (p) 3-1 |
| 21 juli 2009 Braga (Por.)        | SC Braga - FC Twente                 | 0 - 1 (0 - 0)  | 79' Vujičević (p) 0-1 |
| 25 juli 2009 Gronau (Dld.)       | FC Twente - FC Emmen                 | 1 - 3 (0 - 2)  | 2' Stroeve 0-1, 12' Houtkoop, 67' German 0-3, 88' Denneboom 1-3 |
| 9 oktober 2009 Düsseldorf (Dld.) | Fortuna Düsseldorf - FC Twente       | 1 - 0 (1 - 0)  | 18' Harnik 1-0 |
| 8 januari 2010 Enschede          | FC Twente - Bayer Leverkusen         | 1 - 2 (0 - 1)  | 43' Kießling 0-1, 59' Derdiyok 0-2, 84' de Jong 1-2 |
| 12 januari 2010 La Manga (Spa.)  | Anderlecht - FC Twente               | 5 - 0 (3 - 0)  | 4' Boussoufa 1-0, 10' Martínez 2-0, 20' Legear 3-0, 83' Kanu 4-0, 85' Lukaku 5-0 |

Topscorers in de oefenduels
| # | Naam              | Goals |
| - | ----------------- | ----- |
| 1 | Youssouf Hersi    | 8     |
| 2 | Blaise Nkufo      | 6     |
| 2 | Nikita Rukavytsya | 6     |
| 4 | Romano Denneboom  | 5     |
| 5 | Lesley Nahrwold   | 4     |
| 6 | Kenneth Pérez     | 3     |
| 6 | Dario Vujičević   | 3     |
| 7 | Bjarni Viðarsson  | 2     |
| 7 | Flamur Kastrati   | 2     |

### Eredivisie
| |                                                                            |               |                                                                      | |
| 1 augustus 2009 | Sparta Rotterdam                                                           | 0 - 2 (0 - 1) | FC Twente                                                            | Opstelling FC Twente: |
| Sparta-Stadion Het Kasteel 9.865 toeschouwers Roelof Luinge |                                                                            |               | 18' Blaise Nkufo 57' Bryan Ruiz                                      | Boschker, Stam, Wisgerhof, Rajković, Kuiper, Brama, Pérez (68' Tioté), Janssen, Stoch (84' Vujičević), Nkufo , Ruiz (62' Rukavytsya) Brama (7'), Boschker (74')                                                       |
| - Aanvoerder Blaise Nkufo maakte zijn 103e doelpunt voor FC Twente, wat een evenaring van het clubrecord van Jan Jeuring is. Nicky Kuiper maakte zijn officiële debuut voor FC Twente. |                                                                            |               |                                                                      | |
| |                                                                            |               |                                                                      | |
| 9 augustus 2009 | FC Twente                                                                  | 1 - 1 (1 - 1) | PSV                                                                  | Opstelling FC Twente: |
| De Grolsch Veste 23.700 toeschouwers Kevin Blom | Douglas 19'                                                                |               | 25' Balázs Dzsudzsák                                                 | Boschker, Stam, Wisgerhof, Douglas, Rajković, Brama, Pérez, Janssen, Stoch (75' Vujičević), Nkufo , Ruiz (82' Rukavytsya) Ruiz (58')                                                                                  |
| |                                                                            |               |                                                                      | |
| 15 augustus 2009 | ADO Den Haag                                                               | 0 - 1 (0 - 0) | FC Twente                                                            | Opstelling FC Twente: |
| ADO Den Haag Stadion 8.819 toeschouwers Jan Wegereef |                                                                            |               | 64' Blaise Nkufo                                                     | Boschker, Stam, Wisgerhof, Douglas, Rajković, Brama, Pérez (74' Tioté), Janssen, Stoch (70' Denneboom), Nkufo , Ruiz (89' Vujičević) Stam (33')                                                                       |
| - Door zijn 104e doelpunt voor FC Twente te scoren, werd Blaise Nkufo topscorer aller tijden van de club. Dankzij de overwinning steeg Twente naar de eerste plek op de ranglijst na drie speelronden, met eenzelfde puntenaantal als Feyenoord, FC Utrecht en NAC Breda. |                                                                            |               |                                                                      | |
| |                                                                            |               |                                                                      | |
| 23 augustus 2009 | FC Twente                                                                  | 2 - 1 (2 - 0) | RKC Waalwijk                                                         | Opstelling FC Twente: |
| De Grolsch Veste 23.000 toeschouwers Ed Janssen | Bryan Ruiz 18' Blaise Nkufo 27'                                            |               | 60' Charlison Benschop                                               | Boschker, Stam, Wisgerhof, Douglas, Kuiper, Brama, Pérez (79' Vujičević), Janssen (67' Tioté), Stoch, Nkufo , Ruiz Brama (68')                                                                                        |
| |                                                                            |               |                                                                      | |
| 30 augustus 2009 | Feyenoord                                                                  | 1 - 1 (0 - 0) | FC Twente                                                            | Opstelling FC Twente: |
| Stadion Feijenoord 45.000 toeschouwers Roelof Luinge | Roy Makaay (pen.) 90'                                                      |               | 74' Nicky Kuiper                                                     | Boschker, Stam, Wisgerhof, Douglas, Rajković (46' Kuiper), Brama, Pérez (88' Nashat), Tioté (82' Janssen), Ruiz, Nkufo , Vujičević Rajković (18'), Nkufo (29'), Pérez (53'), Tioté (59'), Douglas (62'), Kuiper (90') |
| - Nashat Akram maakte met een invalbeurt kort voor tijd zijn officiële debuut voor FC Twente. Coach Steve McClaren werd in de 60e minuut door scheidsrechter Luinge naar de tribune verwezen, omdat hij bij een opstootje tussen spelers het veld in was gelopen. |                                                                            |               |                                                                      | |
| |                                                                            |               |                                                                      | |
| 12 september 2009 | FC Twente                                                                  | 3 - 2 (1 - 1) | FC Utrecht                                                           | Opstelling FC Twente: |
| De Grolsch Veste 23.500 toeschouwers Pol van Boekel | Blaise Nkufo 41' Nicky Kuiper 53' Bryan Ruiz 90'                           |               | 8' Ricky van Wolfswinkel 63' Ricky van Wolfswinkel                   | Boschker, Stam, Douglas, Wisgerhof, Kuiper (84' Carney), Tioté, Pérez (90' Nashat), Janssen (46' Brama), Stoch, Nkufo , Ruiz Stam (59'), Pérez (63') Tioté (81', 90')                                                 |
| - David Carney maakte met een invalbeurt zijn officiële debuut voor FC Twente. Kenneth Pérez miste in de 89e minuut bij de stand 2-2 een strafschop, waarna Bryan Ruiz in blessuretijd alsnog de winnende treffer scoorde. Voorafgaand aan de wedstrijd werd een minuut stilte gehouden voor de overleden voormalig FC Twente-voorzitter Jan Masman en voormalig FC Utrecht-voetballer Henny van Schoonhoven. Beide teams speelden met rouwbanden. |                                                                            |               |                                                                      | |
| |                                                                            |               |                                                                      | |
| 20 september 2009 | sc Heerenveen                                                              | 0 - 2 (0 - 1) | FC Twente                                                            | Opstelling FC Twente: |
| Abe Lenstra Stadion 25.300 toeschouwers Pieter Vink |                                                                            |               | 22' Miroslav Stoch 72' Miroslav Stoch                                | Boschker, Stam, Wisgerhof, Douglas, Kuiper, Brama, Pérez (64' Vujičević), Janssen, Ruiz (86' Nashat), Nkufo , Stoch (90' Carney) Pérez (28'), Brama (51'), Nkufo (61')                                                |
| |                                                                            |               |                                                                      | |
| 26 september 2009 | FC Twente                                                                  | 2 - 1 (2 - 1) | VVV-Venlo                                                            | Opstelling FC Twente: |
| De Grolsch Veste 23.700 toeschouwers Danny Makkelie | Bryan Ruiz 15' Douglas 26'                                                 |               | 3' Achmed Ahahaoui                                                   | Boschker, Stam, Wisgerhof, Douglas, Kuiper, Brama, Pérez (68' Tioté), Janssen, Ruiz (88' Wellington), Nkufo , Stoch (90' Parker)                                                                                      |
| |                                                                            |               |                                                                      | |
| 4 oktober 2009 | Heracles Almelo                                                            | 1 - 3 (1 - 1) | FC Twente                                                            | Opstelling FC Twente: |
| Polman Stadion 8.500 toeschouwers Ruud Bossen | Everton 9'                                                                 |               | 31' Bryan Ruiz 54' Blaise Nkufo 55' Theo Janssen                     | Boschker, Stam, Douglas, Wisgerhof, Kuiper, Brama, Janssen, Tioté (10' Vujičević, 63' Tiendalli), Ruiz, Nkufo , Stoch (79' Wellington) Brama (65')                                                                    |
| - Doordat directe concurrent PSV bij FC Utrecht niet verder kwam dan een gelijkspel, nam FC Twente na negen wedstrijdronden de koppositie in de Eredivisie over. PSV volgde op twee punten, Ajax en Feyenoord op drie en FC Utrecht op vijf. |                                                                            |               |                                                                      | |
| |                                                                            |               |                                                                      | |
| 17 oktober 2009 | FC Twente                                                                  | 3 - 2 (1 - 0) | AZ                                                                   | Opstelling FC Twente: |
| De Grolsch Veste 23.800 toeschouwers Pieter Vink | Kenneth Pérez 36' Bryan Ruiz 61' Blaise Nkufo 90'                          |               | 57' Mounir El Hamdaoui 60' Peter Wisgerhof (e.d.)                    | Boschker, Stam, Wisgerhof, Douglas, Tiendalli, Brama, Pérez (81' Tioté), Janssen, Ruiz, Nkufo , Stoch |
| |                                                                            |               |                                                                      | |
| 24 oktober 2009 | FC Twente                                                                  | 4 - 0 (2 - 0) | FC Groningen                                                         | Opstelling FC Twente: |
| De Grolsch Veste 23.800 toeschouwers Kevin Blom | Miroslav Stoch 5' Dwight Tiendalli 21' Blaise Nkufo (p) 62' Bryan Ruiz 80' |               |                                                                      | Boschker, Stam, Wisgerhof, Douglas, Tiendalli, Brama, Pérez, Janssen (71' Nashat), Ruiz, Nkufo (78' Wellington), Stoch (70' Parker)                                                                                   |
| - FC Groningen-doelverdediger Brian van Loo kreeg in de 60e minuut een rode kaart na een charge op Nkufo. Nadat Nkufo in de 78e minuut werd vervangen, nam Pérez de aanvoerdersband over. |                                                                            |               |                                                                      | |
| |                                                                            |               |                                                                      | |
| 31 oktober 2009 | Roda JC                                                                    | 1 - 2 (0 - 2) | FC Twente                                                            | Opstelling FC Twente: |
| Parkstad Limburg Stadion 14.905 toeschouwers Ruud Bossen | Jeanvion Yulu-Matondo 56'                                                  |               | 34' Bryan Ruiz 40' Miroslav Stoch                                    | Boschker, Stam, Douglas, Wisgerhof, Tiendalli, Brama (64' Tioté), Pérez (73' Nashat), Janssen, Ruiz, Nkufo , Stoch (86' Carney)                                                                                       |
| |                                                                            |               |                                                                      | |
| 8 november 2009 | FC Twente                                                                  | 1 - 0 (0 - 0) | Ajax                                                                 | Opstelling FC Twente: |
| De Grolsch Veste 24.000 toeschouwers Pieter Vink | Bryan Ruiz 47'                                                             |               |                                                                      | Boschker, Stam, Wisgerhof (46' Carney), Douglas, Tiendalli, Brama, Pérez (75' Tioté), Janssen, Ruiz, Nkufo , Stoch (90' Nashat) Wisgerhof (31'), Boschker (32'), Brama (74'), Janssen (90')                           |
| - Door de winst op Ajax bleef Twente voor de vijfde achtereenvolgende speelronde lijstaanvoerder, met twee punten voorsprong op PSV en zes punten voorsprong op Ajax. Brama liep tegen zijn vijfde gele kaart op en liep daardoor een schorsing van één wedstrijd op. |                                                                            |               |                                                                      | |
| |                                                                            |               |                                                                      | |
| 21 november 2009 | FC Twente                                                                  | 1 - 0 (0 - 0) | Vitesse                                                              | Opstelling FC Twente: |
| De Grolsch Veste 23.500 toeschouwers Jack van Hulten | Bryan Ruiz 84'                                                             |               |                                                                      | Boschker, Stam, Wisgerhof, Douglas, Tiendalli (84' Carney), Tioté, Pérez (84' Parker), Janssen, Ruiz, Nkufo , Stoch (90' Nashat) Stoch (37'), Stam (71')                                                              |
| |                                                                            |               |                                                                      | |
| 28 november 2009 | Willem II                                                                  | 1 - 3 (1 - 2) | FC Twente                                                            | Opstelling FC Twente: |
| Koning Willem II Stadion 12.100 toeschouwers Eric Braamhaar | Christophe Grégoire (p) 15'                                                |               | 8' Wout Brama 35' Miroslav Stoch 69' Bryan Ruiz                      | Boschker, Stam, Wisgerhof, Douglas, Tiendalli, Brama, Pérez (79' Vujičević), Tioté (86' Nashat), Ruiz (83' Parker), Nkufo , Stoch Douglas (14')                                                                       |
| - Met een doelpunt in acht opeenvolgende competitieduels verbeterde Bryan Ruiz het clubrecord van Blaise Nkufo uit seizoen 2007/08. Wout Brama scoorde in zijn 163e officiële duel voor de club zijn eerste doelpunt. |                                                                            |               |                                                                      | |
| |                                                                            |               |                                                                      | |
| 6 december 2009 | N.E.C.                                                                     | 3 - 4 (3 - 3) | FC Twente                                                            | Opstelling FC Twente: |
| McDOS Goffertstadion 12.500 toeschouwers Kevin Blom | John Goossens 14' Björn Vleminckx 40' Björn Vleminckx 45'                  |               | 18' Kenneth Pérez 24' Blaise Nkufo 31' Miroslav Stoch 88' Bryan Ruiz | Boschker, Stam, Wisgerhof, Douglas, Tiendalli, Brama, Pérez (90' Nashat), Tioté (63' Vujičević), Ruiz, Nkufo , Stoch (90' Carney) Pérez (15'), Tioté (29'), Stoch (69'), Vujičević (70')                              |
| - FC Twente boekte de elfde overwinning op rij, een verbetering van het clubrecord uit seizoen 1973/74. Sinds de start van de competitie is de club zestien speelronden ongeslagen, wat eveneens een verbetering is van een clubrecord (uit seizoen 1968/69). Twente bleef lijstaanvoerder in de Nederlandse Eredivisie, met twee punten voorsprong op PSV en negen punten voorsprong op Ajax. Björn Vleminckx van NEC kreeg in de 55e minuut een rode kaart wegens natrappen naar Douglas. Kenneth Pérez kreeg zijn vijfde gele kaart (inclusief één in de voorlaatste wedstrijd van seizoen 2008/09) en is voor de volgende wedstrijd geschorst. |                                                                            |               |                                                                      | |
| |                                                                            |               |                                                                      | |
| 12 december 2009 | FC Twente                                                                  | 3 - 1 (0 - 1) | NAC Breda                                                            | Opstelling FC Twente: |
| De Grolsch Veste 23.500 toeschouwers Richard Liesveld | Miroslav Stoch (p) 58' Miroslav Stoch 67' Bryan Ruiz 82'                   |               | 43' Edwin de Graaf                                                   | Boschker, Stam, Wisgerhof, Douglas, Tiendalli, Tioté (78' Nashat), Ruiz (84' Carney), Brama, Parker (46' Vujičević), Nkufo , Stoch                                                                                    |
| - Blaise Nkufo miste in de veertiende minuut een strafschop. Door de overwinning, de twaalfde in successie, bleef FC Twente ook na de zeventiende speelronde koploper in de Eredivisie en is het herfstkampioen. |                                                                            |               |                                                                      | |
| |                                                                            |               |                                                                      | |
| 17 januari 2010 | FC Utrecht                                                                 | 0 - 0 (0 - 0) | FC Twente                                                            | Opstelling FC Twente: |
| Stadion Galgenwaard 23.500 toeschouwers Ruud Bossen |                                                                            |               |                                                                      | Boschker, Stam (44' (Kuiper), Wisgerhof, Douglas, Tiendalli, Brama, Pérez (90' De Jong), Vujičević, Ruiz, Nkufo , Stoch (81' Parker) Pérez (15'), Vujičević (60'), Douglas (75') Brama (90')                          |
| - Deze wedstrijd stond aanvankelijk voor 20 december 2009 gepland, maar werd toen afgelast in verband met hevige sneeuwval. Door het gelijke spel kwam er een einde aan een reeks van twaalf competitieduels waarin gewonnen werd. Tevens bleef Bryan Ruiz steken op tien achtereenvolgende wedstrijden waarin hij scoorde. Dit is een clubrecord, doch echter één wedstrijd te weinig om het Eredivisierecord van Pierre van Hooijdonk te evenaren. Wout Brama kreeg in de blessuretijd een rode kaart omdat hij de doorgebroken Ricky van Wolfswinkel vasthield. Hij werd voor één wedstrijd geschorst.                                          |                                                                            |               |                                                                      | |
| |                                                                            |               |                                                                      | |
| 24 januari 2010 | FC Groningen                                                               | 0 - 0 (0 - 0) | FC Twente                                                            | Opstelling FC Twente: |
| Euroborg 22.500 toeschouwers Kevin Blom |                                                                            |               |                                                                      | Boschker, Tiendalli, Wisgerhof, Rajković, Kuiper, Douglas, Pérez (73' Parker), Vujičević (86' Rendla), Ruiz, Nkufo , Stoch Douglas (9'), Kuiper (85')                                                                 |
| - Door het gelijke spel kwam FC Twente op twee punten achterstand van koploper PSV. |                                                                            |               |                                                                      | |
| |                                                                            |               |                                                                      | |
| 31 januari 2010 | FC Twente                                                                  | 2 - 0 (0 - 0) | Roda JC                                                              | Opstelling FC Twente: |
| De Grolsch Veste 23.500 toeschouwers Tom van Sichem | Kenneth Pérez 71' Bryan Ruiz 72'                                           |               |                                                                      | Boschker, Stam (56' Kuiper), Wisgerhof, Douglas, Tiendalli, Brama, Pérez (82' Tioté), Janssen, Ruiz (89' Parker), Nkufo , Stoch Stoch (25'), Wisgerhof (35')                                                          |
| - Sander Boschker speelde zijn 529e wedstrijd voor Twente, wat een Eredivisierecord "meeste wedstrijden voor één club" betekende. Hij nam dit record over van Willy van der Kuijlen (PSV). Door de overwinning kwam FC Twente op een gelijk puntenaantal als koploper PSV, dat gelijkspeelde tegen Vitesse, en liep het uit op de nummers 3 tot en met 6 op de ranglijst (Ajax, Feyenoord, Heracles, FC Utrecht). |                                                                            |               |                                                                      | |
| |                                                                            |               |                                                                      | |
| 3 februari 2010 | FC Twente                                                                  | 2 - 0 (1 - 0) | Heracles Almelo                                                      | Opstelling FC Twente: |
| De Grolsch Veste 24.000 toeschouwers Ruud Bossen | Bryan Ruiz 43' Blaise Nkufo 66'                                            |               |                                                                      | Boschker, Stam (64' Kuiper), Wisgerhof, Douglas, Tiendalli, Brama, Pérez (58' Tioté), Janssen (71' Parker), Ruiz, Nkufo , Stoch                                                                                       |
| |                                                                            |               |                                                                      | |
| 7 februari 2010 | Ajax                                                                       | 3 - 0 (1 - 0) | FC Twente                                                            | Opstelling FC Twente: |
| Amsterdam ArenA 49.184 toeschouwers Jan Wegereef | Demy de Zeeuw 23' Marko Pantelić 45' Dennis Rommedahl 74'                  |               |                                                                      | Boschker (46' Paauwe), Stam (77' Kuiper), Wisgerhof, Douglas, Tiendalli, Brama, Pérez, Janssen (75' Tioté), Ruiz, Nkufo , Stoch Tiendalli (17'), Brama (64'), Janssen (66')                                           |
| - FC Twente leed in deze wedstrijd de eerste nederlaag van het seizoen en kwam hierdoor op drie punten achterstand van koploper PSV. Sander Boschker viel in de rust uit met een lichte hersenschudding. |                                                                            |               |                                                                      | |
| |                                                                            |               |                                                                      | |
| 13 februari 2010 | Vitesse                                                                    | 1 - 2 (0 - 0) | FC Twente                                                            | Opstelling FC Twente: |
| GelreDome 18.442 toeschouwers Eric Braamhaar | Paul Verhaegh 51'                                                          |               | 82' Bryan Ruiz 90' Ron Stam                                          | Boschker, Stam, Wisgerhof, Douglas, Tiendalli (46' Kuiper), Brama (76' Tioté), Pérez (64' De Jong), Janssen, Ruiz, Nkufo , Stoch Douglas (39'), Pérez (55')                                                           |
| - Zowel Douglas als Kenneth Pérez zijn door een gele kaart voor de eerstvolgende wedstrijd geschorst. |                                                                            |               |                                                                      | |
| |                                                                            |               |                                                                      | |
| 21 februari 2010 | FC Twente                                                                  | 1 - 0 (0 - 0) | Willem II                                                            | Opstelling FC Twente: |
| De Grolsch Veste 23.500 toeschouwers Danny Makkelie | Peter Wisgerhof 54'                                                        |               |                                                                      | Boschker, Stam, Wisgerhof, Rajković (90' Kuiper), Tiendalli, Brama, Janssen, Tioté (76' Parker), Ruiz, Nkufo (51' De Jong), Stoch                                                                                     |
| - Nadat Nkufo geblesseerd uitviel, nam Peter Wisgerhof de aanvoerdersband over. PSV speelde in een thuiswedstrijd gelijk tegen Sparta. Twente verkleinde hierdoor de achterstand op de koploper in de Eredivisie tot één punt. |                                                                            |               |                                                                      | |
| |                                                                            |               |                                                                      | |
| 28 februari 2010 | FC Twente                                                                  | 2 - 1 (1 - 0) | N.E.C.                                                               | Opstelling FC Twente: |
| De Grolsch Veste 23.500 toeschouwers Pieter Vink | Luuk de Jong 13' Bryan Ruiz 85'                                            |               | 67' Björn Vleminckx                                                  | Boschker, Stam, Wisgerhof (72' Rajković), Douglas, Tiendalli, Brama (74' Tioté), Pérez (75' Parker), Janssen, Ruiz, De Jong, Stoch Tiendalli (32')                                                                    |
| - 26 opeenvolgende thuiswedstrijden zonder nederlaag leverde in deze wedstrijd een nieuw clubrecord op. Nadat Pérez, die bij afwezigheid van Nkufo aanvoerder was, uitviel, nam Theo Janssen de aanvoerdersband over. Ook PSV (+1 punt) en Ajax (−6 punten) wonnen deze speelronde hun wedstrijd. |                                                                            |               |                                                                      | |
| |                                                                            |               |                                                                      | |
| 7 maart 2010 | RKC Waalwijk                                                               | 0 - 1 (0 - 0) | FC Twente                                                            | Opstelling FC Twente: |
| Mandemakers Stadion 7.100 toeschouwers Ed Janssen |                                                                            |               | 69' Kenneth Pérez                                                    | Boschker, Stam, Douglas, Rajković, Tiendalli, Brama, Pérez (77' Tioté), Janssen, Ruiz, De Jong, Stoch (89' Rendla) Tiendalli (11'), Stam (76')                                                                        |
| - FC Twente nam de koppositie in de Eredivisie over van PSV, dat verloor van NAC Breda. PSV staat op twee punten achterstand, Ajax op zes punten. Doordat de achterstand van de nummer 5 op de ranglijst (AZ) 25 punten is, is Twente acht wedstrijden voor het einde van de competitie verzekerd van een eindklassering bij de eerste vier en Europees voetbal. Theo Janssen nam na het uitvallen van Kenneth Pérez de aanvoerdersband over. |                                                                            |               |                                                                      | |
| |                                                                            |               |                                                                      | |
| 12 maart 2010 | FC Twente                                                                  | 3 - 1 (0 - 1) | ADO Den Haag                                                         | Opstelling FC Twente: |
| De Grolsch Veste 23.500 toeschouwers Jack van Hulten | Bryan Ruiz (p.) 32' Bryan Ruiz 55' Kenneth Pérez 69'                       |               | 1' Wesley Verhoek                                                    | Boschker, Stam, Wisgerhof, Douglas, Tiendalli, Brama (87' Vujičević), Pérez (71' Tioté), Janssen, Ruiz, De Jong, Stoch (89' Nkufo) Boschker (64'), Tioté (83')                                                        |
| - FC Twente kwam na slechts tien seconden reeds op achterstand. Na het uitvallen van Kenneth Pérez nam Peter Wisgerhof de aanvoerdersband over. Doordat PSV in deze speelronde van Ajax verloor, liep de voorsprong van FC Twente op de ranglijst op tot vijf punten op PSV en zes punten op Ajax. |                                                                            |               |                                                                      | |
| |                                                                            |               |                                                                      | |
| 20 maart 2010 | PSV                                                                        | 1 - 1 (0 - 0) | FC Twente                                                            | Opstelling FC Twente: |
| Philips Stadion 34.500 toeschouwers Pieter Vink | Danny Koevermans 50'                                                       |               | 73' Blaise Nkufo                                                     | Boschker, Stam, Wisgerhof, Douglas, Tiendalli (37' Kuiper), Brama, Pérez (65' Tioté), Janssen, Ruiz, Nkufo (85' De Jong), Stoch Tiendalli (22'), Brama (76')                                                          |
| - Na het uitvallen van Blaise Nkufo nam Peter Wisgerhof de aanvoerdersband over. Door het gelijke spel behoudt FC Twente vijf punten voorsprong op PSV. Ajax won en kwam tot op vier punten van Twente. |                                                                            |               |                                                                      | |
| |                                                                            |               |                                                                      | |
| 27 maart 2010 | FC Twente                                                                  | 3 - 0 (0 - 0) | Sparta Rotterdam                                                     | Opstelling FC Twente: |
| De Grolsch Veste 23.800 toeschouwers Danny Makkelie | Bryan Ruiz 46' Bryan Ruiz (p.) 49' Bryan Ruiz 50'                          |               |                                                                      | Boschker, Stam, Wisgerhof, Douglas (72' Rajković), Tiendalli (46' Kuiper), Tioté, Pérez, Janssen (54' Parker), Ruiz, Nkufo , Vujičević                                                                                |
| - Bryan Ruiz scoorde drie doelpunten in 4'20, de snelste hattrick in de Eredivisie sinds 1970. |                                                                            |               |                                                                      | |
| |                                                                            |               |                                                                      | |
| 3 april 2010 | VVV-Venlo                                                                  | 0 - 2 (0 - 1) | FC Twente                                                            | Opstelling FC Twente: |
| Seacon Stadion - De Koel - 7.500 toeschouwers Dick van Egmond |                                                                            |               | 38' Blaise Nkufo 88' Bryan Ruiz                                      | Boschker, Stam, Wisgerhof, Douglas, Tiendalli, Brama, Pérez (71' Tioté), Janssen, Ruiz, Nkufo (88' De Jong), Parker (71' Stoch) Tioté (72')                                                                           |
| |                                                                            |               |                                                                      | |
| 10 april 2010 | FC Twente                                                                  | 2 - 0 (0 - 0) | sc Heerenveen                                                        | Opstelling FC Twente: |
| De Grolsch Veste 23.600 toeschouwers Jan Wegereef (46' Maarten Ketting) | Cheik Tioté 70' Luuk de Jong 90'                                           |               |                                                                      | Boschker, Stam, Wisgerhof, Douglas, Tiendalli, Brama, Pérez (66' De Jong), Janssen (40' Tioté), Ruiz, Nkufo , Stoch (90' Vujičević)                                                                                   |
| - Scheidsrechter Wegereef viel in de rust geblesseerd uit en werd vervangen door vierde man Maarten Ketting, die hiermee zijn debuut maakte als scheidsrechter in de Eredivisie. Ajax won en blijft op vier punten achterstand van Twente. PSV speelde gelijk tegen Feyenoord en ziet daardoor de achterstand tot zeven punten oplopen. |                                                                            |               |                                                                      | |
| |                                                                            |               |                                                                      | |
| 13 april 2010 | AZ                                                                         | 1 - 0 (1 - 0) | FC Twente                                                            | Opstelling FC Twente: |
| AZ Stadion 17.250 toeschouwers Pieter Vink | Mounir El Hamdaoui 8'                                                      |               |                                                                      | Boschker, Stam, Wisgerhof, Douglas, Tiendalli (85' Carney), Brama (84' Parker), Pérez (46' De Jong), Tioté, Ruiz, Nkufo , Stoch Tioté (78'), Douglas (87'), Parker (90'), de Jong (90')                               |
| - Het doelpunt werd in het televisieverslag als een eigen doelpunt van Peter Wisgerhof bestempeld. Scheidsrechter Vink gaf echter op het wedstrijdformulier aan dat El Hamdaoui de doelpuntenmaker was. Tioté is door zijn vijfde gele kaart van het seizoen geschorst voor de volgende wedstrijd. Door de nederlaag kwam Ajax, dat won van Willem II, op één punt van FC Twente te staan. PSV speelde bij sc Heerenveen gelijk en staat daardoor op zes punten achterstand. |                                                                            |               |                                                                      | |
| |                                                                            |               |                                                                      | |
| 18 april 2010 | FC Twente                                                                  | 2 - 0 (1 - 0) | Feyenoord                                                            | Opstelling FC Twente: |
| De Grolsch Veste 24.000 toeschouwers Jack van Hulten | Blaise Nkufo 40' Miroslav Stoch 68'                                        |               |                                                                      | Boschker, Stam, Wisgerhof, Douglas, Tiendalli, Brama, Pérez (72' De Jong), Janssen, Ruiz, Nkufo , Stoch (90' Vujičević) Douglas (48')                                                                                 |
| - Douglas kreeg zijn zevende gele kaart van het seizoen en is geschorst voor de slotwedstrijd. Door de overwinning behield Twente een punt voorsprong op Ajax en speelt het in de laatste wedstrijd van het seizoen om het kampioenschap. Doordat het verschil met PSV zes punten bleef, is Twente ten minste tweede. Dit resultaat haalde de ploeg ook in de seizoenen 2007/08 en 2008/09. |                                                                            |               |                                                                      | |
| |                                                                            |               |                                                                      | |
| 2 mei 2010 | NAC Breda                                                                  | 0 - 2 (0 - 1) | FC Twente                                                            | Opstelling FC Twente: |
| Rat Verlegh Stadion 17.750 toeschouwers Kevin Blom |                                                                            |               | Bryan Ruiz 23' Miroslav Stoch 74'                                    | Boschker, Stam, Wisgerhof, Rajković, Tiendalli, Brama, Pérez (67' Tioté), Janssen, Ruiz, Nkufo , Stoch (84' De Jong) Rajković (21'), Janssen (38')                                                                    |
| - FC Twente wordt voor het eerst in haar 45-jarig bestaan kampioen van Nederland. |                                                                            |               |                                                                      | |
| |                                                                            |               |                                                                      | |

### KNVB beker
| |                                                         |               | | |
| 2e ronde | SC Joure                                                | 0 - 8 (0 - 4) | FC Twente | Opstelling FC Twente: |
| 23 september 2009 Sportpark Hege Simmerdyk 1600 toeschouwers Serdar Gözübüyük |                                                         |               | 8' Bernard Parker 11' Nashat Akram 22' Dario Vujičević 44' Bernard Parker 65' Nashat Akram 68' Nikita Rukavytsya 83' Wellington 89' Wellington | Michajlov, Tiendalli, Douglas (46' Bannink), Kuiper, Carney, Tioté (65' Hetemaj), Nashat, Vujičević (46' De Jong), Rukavytsya, Wellington, Parker Tioté, Rukavytsya             |
| - FC Twente speelde met voornamelijk reservespelers. Bernard Parker, Dwight Tiendalli, Wellington, Luuk de Jong en beloftenspelers Alexander Bannink en Përparim Hetemaj maakten hun officiële debuut voor Twente. Trainer Steve McClaren had een wedstrijd schorsing omdat hij in een competitietreffen met Feyenoord het veld in was gelopen en moest op de tribune plaatsnemen. Assistent-trainer Kees van Wonderen nam zijn taken waar. Nadat Douglas in de rust was gewisseld, droegen in de tweede helft achtereenvolgens Cheik Tioté en Nicky Kuiper de aanvoerdersband. |                                                         |               | | |
| |                                                         |               | | |
| 3e ronde | FC Twente                                               | 3 - 0 (1 - 0) | vv Capelle | Opstelling FC Twente: |
| 28 oktober 2009 De Grolsch Veste 23.100 toeschouwers Maarten Ketting | Luuk de Jong 28' Luuk de Jong 87' Nikita Rukavytsya 90' |               | | Michajlov, Tiendalli (88' Bannink), Douglas, Wisgerhof , Carney, Janssen (88' Rendla), Nashat, Tioté, Parker, De Jong, Wellington (76' Rukavytsya)                              |
| - Andrej Rendla maakte met een invalbeurt zijn rentree na bijna twee jaar blessureleed. FC Twente bekerde door het resultaat door naar de 1/8 finale. |                                                         |               | | |
| |                                                         |               | | |
| 1/8 finale | FC Twente                                               | 3 - 0 (1 - 0) | Helmond Sport | Opstelling FC Twente: |
| 23 december 2009 De Grolsch Veste 23.800 toeschouwers Jan Wegereef | Luuk de Jong 36' Bryan Ruiz 80' Luuk de Jong 90'        |               | | Michajlov, Tiendalli, Wisgerhof , Douglas (84' Rajković), Kuiper (84' Heubach), Brama, Nashat, Vujičević (75' Parker), Ruiz, De Jong, Stoch Kuiper (38'), Douglas (79')         |
| - De bekerwedstrijd tegen Helmond Sport was de laatste wedstrijd van 2009. FC Twente bekert door de winst door naar de kwartfinale. |                                                         |               | | |
| |                                                         |               | | |
| 1/4 finale | Sparta Rotterdam                                        | 0 - 4 (0 - 2) | FC Twente | Opstelling FC Twente: |
| 27 januari 2010 Sparta-Stadion Het Kasteel 4.344 toeschouwers Pol van Boekel |                                                         |               | 23' Kenneth Pérez 38' Blaise Nkufo 81' Blaise Nkufo 85' Bryan Ruiz                                                                             | Boschker (46' Paauwe), Tiendalli, Wisgerhof, Douglas, Kuiper, Brama, Pérez (76' Parker), Vujičević, Ruiz, Nkufo (82' De Jong), Stoch Wisgerhof (32'), Kuiper (35'), Brama (62') |
| - FC Twente bekert door de winst door naar de halve finale. Doelverdediger Cees Paauwe maakte in de tweede helft zijn seizoensdebuut door het uitvallen van Sander Boschker en afwezigheid van de geblesseerde reservedoelman Nikolaj Michajlov. Nadat Blaise Nkufo in de 82e minuut gewisseld werd, was Peter Wisgerhof aanvoerder. |                                                         |               | | |
| |                                                         |               | | |
| 1/2 finale | Feyenoord                                               | 2 - 1 (0 - 1) | FC Twente | Opstelling FC Twente: |
| 24 maart 2010 Stadion Feijenoord 45.000 toeschouwers Ruud Bossen | Giovanni van Bronckhorst 53' Roy Makaay 84'             |               | 42' Bryan Ruiz | Boschker, Stam, Wisgerhof , Douglas, Tiendalli (88' Carney), Brama (85' Pérez), Tioté, Janssen, Ruiz, De Jong, Parker (75' Nkufo)                                               |
| - Door de nederlaag werd Twente in de halve finale uitgeschakeld. De finale in de KNVB beker 2009/10 zal gaan tussen Feyenoord en Ajax. |                                                         |               | | |
| |                                                         |               | | |

### Voorronde Champions League
| |                   |               |                            | |
| 3e voorronde | Sporting Portugal | 0 - 0 (0 - 0) | FC Twente                  | Opstelling FC Twente: |
| 29 juli 2009 Estádio José Alvalade 25.000 toeschouwers Felix Brych |                   |               |                            | Boschker, Stam, Douglas, Wisgerhof, Rajković, Brama, Pérez (26' Michajlov), Janssen, Stoch (74' Tioté), Nkufo , Ruiz (61' Rukavytsya) Boschker 24', Nkufo 87' |
| - FC Twente-doelman Sander Boschker werd in de 24e minuut uit het veld gestuurd omdat hij volgens scheidsrechter Brych de doorgebroken Hélder Postiga had neergehaald. De strafschop van João Moutinho die hierop volgde, werd gestopt door invaller Nikolaj Michajlov. Met tien spelers tegen elf hield Twente in het verdere verloop van de wedstrijd stand. Miroslav Stoch en Bryan Ruiz maakten in deze wedstrijd hun debuut voor FC Twente. |                   |               |                            | |
| |                   |               |                            | |
| 3e voorronde | FC Twente         | 1 - 1 (1 - 0) | Sporting Portugal          | Opstelling FC Twente: |
| 4 augustus 2009 De Grolsch Veste 23.700 toeschouwers Stéphane Lannoy | Douglas 2'        |               | 90' Peter Wisgerhof (e.d.) | Michajlov, Stam, Douglas, Wisgerhof, Rajković, Brama, Pérez (59' Tioté), Janssen, Stoch (79' Rukavytsya), Nkufo , Ruiz (90' Vujičević)                        |
| - Een eigen doelpunt van Peter Wisgerhof in de vierde minuut van de blessuretijd zorgde voor de uitschakeling van FC Twente voor de Champions League. Twente stroomt door dit resultaat in in de vierde en laatste kwalificatieronde voor de UEFA Europa League. |                   |               |                            | |
| |                   |               |                            | |

### Europa League
| |                                                                       |               |                                   | |
| play-off ronde | FC Twente                                                             | 3 - 1 (1 - 1) | FK Qarabağ                        | Opstelling FC Twente: |
| 20 augustus 2009, 20:00 De Grolsch Veste 23.000 toeschouwers Andre Marriner | Bryan Ruiz 38' Bryan Ruiz 66' Douglas 80'                             |               | 8' Vügar Nadirov                  | Boschker, Stam, Douglas, Wisgerhof, Heubach, Brama, Pérez (73' Vujičević), Janssen, Stoch (87' Tioté), Nkufo , Ruiz                                                         |
| |                                                                       |               |                                   | |
| play-off ronde | FK Qarabağ                                                            | 0 - 0 (0 - 0) | FC Twente                         | Opstelling FC Twente: |
| 27 augustus 2009, 17:00 Tofikh Bakhramov Stadion 12.000 toeschouwers Alexandru Deaconu |                                                                       |               |                                   | Boschker, Stam, Douglas, Wisgerhof, Kuiper, Brama, Janssen (46' Pérez), Tioté, Stoch (62' Vujičević), Nkufo , Ruiz (90' Nashat) Stam (35')                                  |
| - Door het resultaat kwalificeerde FC Twente zich voor de groepsfase van de Europa League. Met een invalbeurt in blessuretijd maakte Nashat Akram zijn officiële debuut voor Twente.                                                                               |                                                                       |               |                                   | |
| |                                                                       |               |                                   | |
| groepsfase (1) | Fenerbahçe SK                                                         | 1 - 2 (0 - 0) | FC Twente                         | Opstelling FC Twente: |
| 17 september 2009, 21:05 Şükrü Saracoğlu Stadion 27.172 toeschouwers Claudio Circhetta | Mehmet Topuz 71'                                                      |               | 75' Blaise Nkufo 80' Blaise Nkufo | Boschker, Stam, Wisgerhof, Douglas, Kuiper, Tioté (40' Janssen), Pérez (90' Nashat), Brama, Ruiz, Nkufo , Stoch (70' Vujičević) Tioté (29'), Douglas (71'), Kuiper (83')    |
| |                                                                       |               |                                   | |
| groepsfase (2) | FC Twente                                                             | 0 - 0 (0 - 0) | Steaua Boekarest                  | Opstelling FC Twente: |
| 1 oktober 2009, 19:00 De Grolsch Veste 19.200 toeschouwers Gianluca Rocchi |                                                                       |               |                                   | Boschker, Stam, Wisgerhof, Douglas, Kuiper, Brama, Pérez (62' Parker), Tioté (62' Janssen), Ruiz, Nkufo , Stoch (84' Vujičević) Stoch (54')                                 |
| |                                                                       |               |                                   | |
| groepsfase (3) | FC Sheriff                                                            | 2 - 0 (1 - 0) | FC Twente                         | Opstelling FC Twente: |
| 22 oktober 2009 Sheriff Stadion 10.000 toeschouwers Tony Asumaa | Benjamin Balima 41' Jymmy Dougllas França 90'                         |               |                                   | Boschker, Stam, Wisgerhof, Douglas, Carney, Brama (59' Tioté), Pérez (58' Parker), Janssen, Ruiz, Nkufo , Stoch (78' De Jong) Douglas (89')                                 |
| - In de 18e officiële wedstrijd liep FC Twente tegen de eerste nederlaag van het seizoen aan. |                                                                       |               |                                   | |
| |                                                                       |               |                                   | |
| groepsfase (4) | FC Twente                                                             | 2 - 1 (1 - 0) | FC Sheriff                        | Opstelling FC Twente: |
| 5 november 2009 De Grolsch Veste 23.000 toeschouwers Aleksei Kulbakov | Miroslav Stoch 7' Miroslav Stoch 87'                                  |               | 67' Cheik Tioté (e.d.)            | Boschker, Stam, Wisgerhof, Douglas, Carney, Brama (56' Nashat), Pérez (46' Tioté), Janssen (78' Parker), Ruiz, Nkufo , Stoch Nkufo (86'), Stoch (90')                       |
| |                                                                       |               |                                   | |
| groepsfase (5) | FC Twente                                                             | 0 - 1 (0 - 0) | Fenerbahçe SK                     | Opstelling FC Twente: |
| 2 december 2009, 19:00 De Grolsch Veste 24.000 toeschouwers César Muñiz Fernández |                                                                       |               | 71' Diego Lugano                  | Boschker, Stam, Douglas, Wisgerhof, Carney, Brama (82' De Jong), Pérez, Tioté (82' Parker), Ruiz, Nkufo , Stoch Douglas (69'), Pérez (88'), Boschker (91')                  |
| - Douglas liep tegen zijn derde gele kaart aan en is daardoor de eerstvolgende wedstrijd geschorst. |                                                                       |               |                                   | |
| |                                                                       |               |                                   | |
| groepsfase (6) | Steaua Boekarest                                                      | 1 - 1 (1 - 1) | FC Twente                         | Opstelling FC Twente: |
| 17 december 2009 Ghenceastadion 500 toeschouwers Manuel De Sousa | Pantelis Kapetanos 18'                                                |               | 35' Ron Stam                      | Boschker, Stam, Wisgerhof, Kuiper, Heubach (74' Rajković), Brama, Pérez, Tioté (76' Nashat), Ruiz (62' Parker), Nkufo , Stoch                                               |
| - FC Twente eindigde door dit resultaat als tweede in de groep en is met groepswinnaar Fenerbahçe geplaatst voor de volgende ronde. |                                                                       |               |                                   | |
| |                                                                       |               |                                   | |
| 2e ronde | FC Twente                                                             | 1 - 0 (1 - 0) | Werder Bremen                     | Opstelling FC Twente: |
| 18 februari 2010 De Grolsch Veste 22.000 toeschouwers Lucílio Batista | Theo Janssen 39'                                                      |               |                                   | Boschker, Stam, Wisgerhof, Douglas, Tiendalli, Brama, Pérez (70' Tioté), Janssen, Ruiz, Nkufo , Stoch (86' De Jong) Janssen (89')                                           |
| |                                                                       |               |                                   | |
| 2e ronde | Werder Bremen                                                         | 4 - 1 (3 - 1) | FC Twente                         | Opstelling FC Twente: |
| 25 februari 2010 Weserstadion 23.000 toeschouwers Kristinn Jakobsson | Claudio Pizarro 15' Claudio Pizarro 20' Naldo 27' Claudio Pizarro 58' |               | 33' Luuk de Jong                  | Boschker, Stam (62' Kuiper), Wisgerhof, Douglas, Tiendalli, Brama, Pérez (62' Tioté), Janssen, Parker, De Jong, Ruiz (74' Vujičević) Douglas (17'), Stam (44'), Brama (76') |
| - Door de 4-1-nederlaag werd FC Twente uitgeschakeld in de Europa League. Blaise Nkufo was afwezig wegens een hamstringblessure. Zijn aanvoerdersband werd overgenomen door Kenneth Pérez. Toen deze in de 62e minuut uitviel, werd Peter Wisgerhof de aanvoerder. |                                                                       |               |                                   | |
| |                                                                       |               |                                   | |

## Individuele statistieken
Legenda
- W Wedstrijden
- Wissel in
- Wissel uit
- Doelpunt
- A Assists
- Gele kaart
- 2× gele kaart in 1 wedstrijd
- Rode kaart

| Naam              | Eredivisie      | Eredivisie      | Eredivisie      | Eredivisie      | Eredivisie      | Eredivisie      | Eredivisie      | Eredivisie | Eredivisie |  | KNVB beker | KNVB beker | KNVB beker | KNVB beker | KNVB beker | KNVB beker | KNVB beker | KNVB beker |  | Champions League & Europa League | Champions League & Europa League | Champions League & Europa League | Champions League & Europa League | Champions League & Europa League | Champions League & Europa League | Champions League & Europa League | Champions League & Europa League | Champions League & Europa League |
| Naam              | W               |                 |                 |                 | A               |                 |                 |            | Minuten    |  | W          |            |            |            | A          |            |            | Minuten    |  | W                                |                                  |                                  |                                  | A                                |                                  |                                  |                                  | Minuten                          |
| Doelverdediging   | Doelverdediging | Doelverdediging | Doelverdediging | Doelverdediging | Doelverdediging | Doelverdediging | Doelverdediging |            |            |  |            |            |            |            |            |            |            |            |  |                                  |                                  |                                  |                                  |                                  |                                  |                                  |                                  |                                  |
| ----------------- | --------------- | --------------- | --------------- | --------------- | --------------- | --------------- | --------------- | ---------- | ---------- |  | ---------- | ---------- | ---------- | ---------- | ---------- | ---------- | ---------- | ---------- |  | -------------------------------- | -------------------------------- | -------------------------------- | -------------------------------- | -------------------------------- | -------------------------------- | -------------------------------- | -------------------------------- | -------------------------------- |
| Sander Boschker   | 34              | 0               | 1               | 0               | 0               | 3               | 0               | 0          | 3015       |  | 2          | 0          | 1          | 0          | 0          | 0          | 0          | 135        |  | 11                               | 0                                | 0                                | 0                                | 0                                | 1                                | 0                                | 1                                | 924                              |
| Nikolaj Michajlov | 0               | 0               | 0               | 0               | 0               | 0               | 0               | 0          | 0          |  | 3          | 0          | 0          | 0          | 0          | 0          | 0          | 270        |  | 2                                | 1                                | 0                                | 0                                | 0                                | 0                                | 0                                | 0                                | 154                              |
| Cees Paauwe       | 1               | 1               | 0               | 0               | 0               | 0               | 0               | 0          | 45         |  | 1          | 1          | 0          | 0          | 0          | 0          | 0          | 45         |  | 0                                | 0                                | 0                                | 0                                | 0                                | 0                                | 0                                | 0                                | 0                                |
| Verdediging       |                 |                 |                 |                 |                 |                 |                 |            |            |  |            |            |            |            |            |            |            |            |  |                                  |                                  |                                  |                                  |                                  |                                  |                                  |                                  |                                  |
| Alexander Bannink | 0               | 0               | 0               | 0               | 0               | 0               | 0               | 0          | 0          |  | 2          | 2          | 0          | 0          | 0          | 1          | 0          | 47         |  | 0                                | 0                                | 0                                | 0                                | 0                                | 0                                | 0                                | 0                                | 0                                |
| David Carney      | 8               | 8               | 0               | 0               | 0               | 0               | 0               | 0          | 72         |  | 3          | 1          | 0          | 0          | 3          | 0          | 0          | 182        |  | 3                                | 0                                | 0                                | 0                                | 1                                | 0                                | 0                                | 0                                | 270                              |
| Douglas           | 31              | 1               | 0               | 2               | 2               | 7               | 0               | 0          | 2772       |  | 5          | 0          | 2          | 0          | 0          | 1          | 0          | 399        |  | 11                               | 0                                | 0                                | 2                                | 1                                | 4                                | 0                                | 0                                | 990                              |
| Jeroen Heubach    | 0               | 0               | 0               | 0               | 0               | 0               | 0               | 0          | 0          |  | 1          | 1          | 0          | 0          | 0          | 0          | 0          | 6          |  | 2                                | 0                                | 1                                | 0                                | 0                                | 0                                | 0                                | 0                                | 164                              |
| Nicky Kuiper      | 16              | 9               | 1               | 2               | 0               | 2               | 0               | 0          | 931        |  | 3          | 0          | 1          | 0          | 0          | 2          | 0          | 264        |  | 5                                | 1                                | 0                                | 0                                | 0                                | 1                                | 0                                | 0                                | 388                              |
| Slobodan Rajković | 10              | 2               | 2               | 0               | 0               | 2               | 0               | 0          | 711        |  | 1          | 1          | 0          | 0          | 0          | 0          | 0          | 6          |  | 3                                | 1                                | 0                                | 0                                | 0                                | 0                                | 0                                | 0                                | 196                              |
| Ron Stam          | 33              | 0               | 4               | 1               | 4               | 4               | 0               | 0          | 2851       |  | 1          | 0          | 0          | 0          | 0          | 0          | 0          | 90         |  | 12                               | 0                                | 1                                | 1                                | 0                                | 2                                | 0                                | 0                                | 1052                             |
| Dwight Tiendalli  | 26              | 1               | 5               | 1               | 3               | 4               | 0               | 0          | 2123       |  | 5          | 0          | 2          | 0          | 1          | 0          | 0          | 446        |  | 2                                | 0                                | 0                                | 0                                | 0                                | 0                                | 0                                | 0                                | 180                              |
| Peter Wisgerhof   | 33              | 0               | 2               | 1               | 2               | 2               | 0               | 0          | 2907       |  | 4          | 0          | 0          | 0          | 2          | 1          | 0          | 360        |  | 12                               | 0                                | 0                                | 0                                | 0                                | 0                                | 0                                | 0                                | 1080                             |
| Middenveld        |                 |                 |                 |                 |                 |                 |                 |            |            |  |            |            |            |            |            |            |            |            |  |                                  |                                  |                                  |                                  |                                  |                                  |                                  |                                  |                                  |
| Nashat Akram      | 10              | 10              | 0               | 0               | 0               | 0               | 0               | 0          | 58         |  | 3          | 0          | 0          | 2          | 1          | 0          | 0          | 270        |  | 4                                | 4                                | 0                                | 0                                | 0                                | 0                                | 0                                | 0                                | 48                               |
| Wout Brama        | 31              | 1               | 5               | 1               | 2               | 7               | 0               | 1          | 2680       |  | 3          | 0          | 1          | 0          | 0          | 1          | 0          | 265        |  | 12                               | 0                                | 3                                | 0                                | 0                                | 1                                | 0                                | 0                                | 1008                             |
| Përparim Hetemaj  | 0               | 0               | 0               | 0               | 0               | 0               | 0               | 0          | 0          |  | 1          | 1          | 0          | 0          | 0          | 0          | 0          | 24         |  | 0                                | 0                                | 0                                | 0                                | 0                                | 0                                | 0                                | 0                                | 0                                |
| Theo Janssen      | 28              | 1               | 7               | 1               | 4               | 3               | 0               | 0          | 2142       |  | 2          | 0          | 1          | 0          | 0          | 0          | 0          | 178        |  | 10                               | 2                                | 2                                | 1                                | 2                                | 1                                | 0                                | 0                                | 741                              |
| Kenneth Pérez     | 31              | 0               | 27              | 5               | 6               | 6               | 0               | 0          | 2349       |  | 2          | 1          | 1          | 1          | 0          | 0          | 0          | 81         |  | 12                               | 1                                | 9                                | 0                                | 2                                | 1                                | 0                                | 0                                | 770                              |
| Cheik Tioté       | 29              | 18              | 6               | 1               | 0               | 5               | 1               | 0          | 1132       |  | 3          | 0          | 1          | 0          | 0          | 1          | 0          | 246        |  | 12                               | 7                                | 4                                | 0                                | 0                                | 1                                | 0                                | 0                                | 524                              |
| Dario Vujičević   | 16              | 12              | 2               | 0               | 0               | 2               | 0               | 0          | 554        |  | 3          | 0          | 2          | 1          | 0          | 0          | 0          | 210        |  | 6                                | 6                                | 0                                | 0                                | 0                                | 0                                | 0                                | 0                                | 87                               |
| Aanval            |                 |                 |                 |                 |                 |                 |                 |            |            |  |            |            |            |            |            |            |            |            |  |                                  |                                  |                                  |                                  |                                  |                                  |                                  |                                  |                                  |
| Romano Denneboom  | 1               | 1               | 0               | 0               | 0               | 0               | 0               | 0          | 20         |  | 0          | 0          | 0          | 0          | 0          | 0          | 0          | 0          |  | 0                                | 0                                | 0                                | 0                                | 0                                | 0                                | 0                                | 0                                | 0                                |
| Luuk de Jong      | 12              | 9               | 0               | 2               | 2               | 1               | 0               | 0          | 435        |  | 5          | 2          | 0          | 4          | 3          | 0          | 0          | 323        |  | 4                                | 3                                | 0                                | 1                                | 0                                | 0                                | 0                                | 0                                | 114                              |
| Blaise Nkufo      | 32              | 1               | 4               | 12              | 7               | 2               | 0               | 0          | 2745       |  | 2          | 1          | 1          | 2          | 0          | 0          | 0          | 97         |  | 11                               | 0                                | 0                                | 2                                | 0                                | 2                                | 0                                | 0                                | 990                              |
| Bernard Parker    | 14              | 12              | 2               | 0               | 2               | 1               | 0               | 0          | 266        |  | 5          | 2          | 1          | 2          | 2          | 0          | 0          | 284        |  | 6                                | 5                                | 0                                | 0                                | 0                                | 0                                | 0                                | 0                                | 198                              |
| Andrej Rendla     | 2               | 2               | 0               | 0               | 0               | 0               | 0               | 0          | 5          |  | 1          | 1          | 0          | 0          | 0          | 0          | 0          | 2          |  | 0                                | 0                                | 0                                | 0                                | 0                                | 0                                | 0                                | 0                                | 0                                |
| Nikita Rukavytsya | 2               | 2               | 0               | 0               | 0               | 0               | 0               | 0          | 36         |  | 2          | 1          | 0          | 2          | 0          | 0          | 0          | 104        |  | 2                                | 2                                | 0                                | 0                                | 0                                | 0                                | 0                                | 0                                | 40                               |
| Bryan Ruiz        | 34              | 0               | 8               | 24              | 8               | 1               | 0               | 0          | 3003       |  | 3          | 0          | 0          | 3          | 1          | 0          | 0          | 270        |  | 12                               | 0                                | 5                                | 2                                | 2                                | 0                                | 0                                | 0                                | 1007                             |
| Miroslav Stoch    | 32              | 1               | 17              | 10              | 6               | 3               | 0               | 0          | 2704       |  | 2          | 0          | 0          | 0          | 0          | 0          | 0          | 180        |  | 11                               | 0                                | 8                                | 2                                | 1                                | 2                                | 0                                | 0                                | 890                              |
| Wellington        | 3               | 3               | 0               | 0               | 1               | 0               | 0               | 0          | 25         |  | 2          | 0          | 1          | 2          | 0          | 0          | 0          | 166        |  | 0                                | 0                                | 0                                | 0                                | 0                                | 0                                | 0                                | 0                                | 0                                |
| Totaal            | 34              |                 |                 | 63              | 48              | 55              | 1               | 1          | 3060       |  | 5          |            |            | 19         | 13         | 7          | 0          | 450        |  | 12                               |                                  |                                  | 11                               | 9                                | 16                               | 0                                | 1                                | 1080                             |
| Naam              | W               |                 |                 |                 | A               |                 |                 |            | Minuten    |  | W          |            |            |            | A          |            |            | Minuten    |  | W                                |                                  |                                  |                                  | A                                |                                  |                                  |                                  | Minuten                          |
| Naam              | Eredivisie      | Eredivisie      | Eredivisie      | Eredivisie      | Eredivisie      | Eredivisie      | Eredivisie      | Eredivisie | Eredivisie |  | KNVB beker | KNVB beker | KNVB beker | KNVB beker | KNVB beker | KNVB beker | KNVB beker | KNVB beker |  | Champions League & Europa League | Champions League & Europa League | Champions League & Europa League | Champions League & Europa League | Champions League & Europa League | Champions League & Europa League | Champions League & Europa League | Champions League & Europa League | Champions League & Europa League |

## Jong FC Twente
Bij Jong FC Twente is trainer René Hake de opvolger van Cees Lok, die met ingang van seizoen 2009/10 de functie van technisch manager bij FC Twente vervuld. Boudewijn Pahlplatz is assistent-trainer en Theo Snelders is keeperstrainer.
In vergelijking met het voorgaande seizoen werd Dario Vujičević overgeheveld naar het eerste elftal van FC Twente. Melvin Koetsier en Joran Pot werden verkocht aan RBC Roosendaal, Erwin Nieuwboer en Gaby Jallo gingen over naar Heracles Almelo, voormalig aanvoerder Niek Davina ging naar amateurclub Excelsior'31 uit Rijssen en Vargin Der tekende een contract bij Konyaspor in Turkije. Halil Çolak ging definitief over naar Go Ahead Eagles, nadat hij in seizoen 2008/09 reeds op huurbasis voor deze ploeg uit was gekomen. Wout Droste en Jules Reimerink werden verhuurd aan Go Ahead. Bij de start van het nieuwe seizoen werd bekend dat de Tsjech Martin Sus was teruggekeerd naar zijn geboorteland.
De Finnen Petteri Pennanen, Tuomas Rannankari (beiden afkomstig van KuPS Kuopio) en Përparim Hetemaj (AEK Athene) tekenden een contract bij FC Twente. Bartek Pacuszka, die in seizoen 2008/09 op huurbasis uitkwam voor Heracles Almelo, keerde terug naar FC Twente. Deze spelers werden vooralsnog aan de beloftenselectie toegevoegd.
Selectie seizoen 2009/10:
| Positie         | Spelers |
| --------------- | --- |
| Doelverdediging | Nick Hengelman (1989), Nick Marsman (1990) |
| Verdediging     | Bartek Pacuszka (1990), Marcel Piesche (1989), Tuomas Rannankari (1991), Mitch Stockentree (1991), Sebastian Sumelka (1989), Stefan Thesker (1991) |
| Middenveld      | Alexander Bannink (1990), Përparim Hetemaj (1986), Thilo Leugers (1991), Petteri Pennanen (1990), Michael Schimpelsberger (1991)                   |
| Aanval          | Ninos Gouriye (1991), Flamur Kastrati (1991), Lesley Nahrwold (1988), Theo Vogelsang (1990)                                                        |

De selectie wordt bij wedstrijden aangevuld met reservespelers van het eerste elftal en spelers uit de voetbalacademie.